# 檜垣文市
檜垣 文市（ひがき ぶんいち、1900年1月30日 - 1968年12月2日）は、日本の経営者。安田火災海上保険社長を務めた。

## 経歴
広島県出身。1923年に東京帝国大学法学部を卒業し、同年に共済生命保険に入社。1925年に東京火災保険に転じ、1943年に取締役に就任し、1945年に日本動産火災保険専務を経て、1947年には安田火災海上保険社長に就任。1963年1月に会長を経て、1965年6月には相談役に退いた。
経済団体連合会理事と日本経営者団体連盟常任理事も務めた。
1958年に藍綬褒章を受章。
1968年12月2日、気管支肺炎のために死去。68歳没。